# Yalong Jiang
Yalong Jiang (chiń. upr. 雅砻江; chiń. trad. 雅礱江; pinyin Yǎlóng Jiāng; tyb. ཉག་ཆུ་, Wylie: nyag chu) – rzeka w centralnej części Chin, lewy dopływ Jangcy. Jej źródła znajdują się w Kunlunie. Długość rzeki wynosi 1324 km, a powierzchnia jej dorzecza to 144 tys. km².